# Phorocera convexa
Phorocera convexa är en tvåvingeart som beskrevs av Wood 1972. Phorocera convexa ingår i släktet Phorocera och familjen parasitflugor. Inga underarter finns listade i Catalogue of Life.